# Spirídon Khazapis
Spirídon Khazapis (en grec Σπυρίδων Χαζάπης, Andros, 1872 - ?) va ser un nedador grec que va prendre part en els Jocs Olímpics de 1896, a Atenes.
Khazapis va prendre part en la prova dels 100 metres lliures destinats a mariners. Acabà en segona posició de la cursa, rere Ioannis Malokinis i per davant de Dimitrios Drivas, amb la qual cosa guanyà la medalla de plata.